# Mirondoni
Mirondoni ist eine Siedlung auf der Komoreninsel Anjouan im Indischen Ozean.

## Geografie
Der Ort liegt am Südzipfel von Anjouan zwischen Ongojou und Komoni auf einer Höhe von 322 m.

## Klima
Nach dem Köppen-Geiger-System zeichnet sich Mirondoni durch ein tropisches Klima mit der Kurzbezeichnung Am aus. Die Temperaturen sind das ganze Jahr über konstant und liegen zwischen 20 °C und 25 °C.